# Semi-syllabaire
Un semi-syllabaire est un système d'écriture mixte qui emploie à la fois des signes pour représenter une syllabe entière, à la façon d'un syllabaire, et des signes représentant un seul phonème, à la façon d'un alphabet.
Les écritures paléo-hispaniques en sont un exemple : elles représentent les consonnes occlusives par des signes syllabiques les associant à une voyelle inhérente, tandis que les autres consonnes et voyelles ont des signes propres.
On peut en rapprocher les alphasyllabaires, qui suivent cependant une logique un peu différente : les signes de base, consonantiques, sont associés à une voyelle inhérente, laquelle peut être annulée ou modifiée par des signes diacritiques.

## Exemples
- Le bengali s'écrit en utilisant un demi-syllabaire.